# محمد عادل (بازیکن فوتبال، زاده ۱۹۹۶)
محمد عادل (عربی: محمد عادل؛ زادهٔ ۱ ژانویهٔ ۱۹۹۶) بازیکن فوتبال اهل بحرین است.
وی همچنین در تیم ملی فوتبال بحرین بازی کرده‌است.